# معاذ الكساسبة

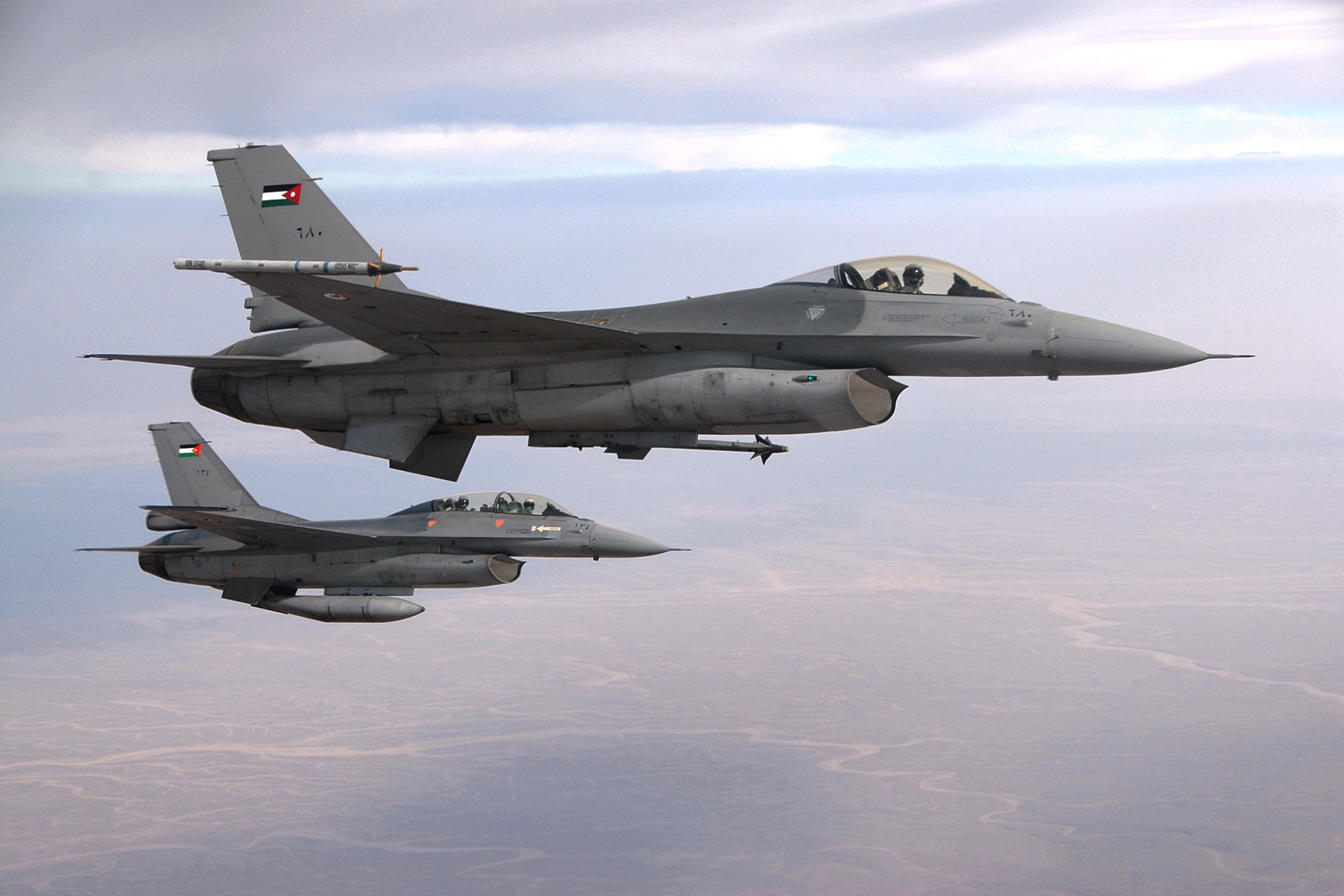
طائرتين إف-16 سلاح الجو الملكي الأردني

معاذ صافي يوسف الكساسبة (29 مايو 1988 – 3 يناير 2015)، طيار أردني برتبة ملازم أول وقع أسيراً بأيدي تنظيم الدولة الإسلامية (داعش)، صباح يوم الأربعاء 24 ديسمبر 2014، وذلك بعد سقوط طائرته الحربية من نوع إف-16 أثناء قيامها بمهمة عسكرية على مواقع تنظيم داعش في محافظة الرقة شمالي سوريا.

## حياته ونشأته
ولد الكساسبة بلواء عي بمحافظة الكرك جنوبي الأردن في 29 مايو 1988. عمل والده مدير مدرسة في مديرية تربية لواء قصبة الكرك وأم امتهنت التعليم أيضاً. أنهى دراسته الثانوية في الكرك ثم التحق بكلية الملك الحسين الجوية التابعة لسلاح الجو الأردني وتخرج منها عام 2009. ينتمي معاذ الكساسبة لعشائر البرارشة من عي جنوبي غرب محافظة الكرك ويسكن في الكرك. تزوج في يوليو 2014 من المهندسة أنوار يوسف الطراونة.

## الخدمة العسكرية
التحق بكلية الحسين الجوية للطيران الحربي في مدينة المفرق بعد أن أنهى دراسته الثانوية في عام 2006 وتخرج منها عام 2009 ليلتحق بصفوف طياري سلاح الجو الملكي الأردني ورفع لرتبة ملازم أول في 2014، ووفقاً لمرؤوسيه وأقرانه يعد الكساسبة من أكثر الطيارين في سلاح الجو خبرةً وتميزاً. بعد وفاته تم ترفيعه إلى رتبة نقيب.

## الأسر
في صباح يوم الأربعاء 24 ديسمبر 2014 أثناء غارة جوية ضد تنظيم الدولة الإسلامية داعش قامت قوات التحالف بعدة ضربات ضد مواقع تنظيم الدولة الإسلامية داعش كان الطيار الكساسبة قائداً لإحدى المقاتلات في سرب قوات التحالف، حيث كانت المهمة لملاحظة أي مضادات أرضية تطلق على الطائرات المشاركة للتحالف ومن ثَم تقوم طائرة أخرى تابعة للتحالف بقصف الأهداف المحددة له بواسطة القنابل الليزرية الموجهة "جي بي يو" ثم تقوم طائرة أخرى ضمن التدخل العسكري ضد الدولة الإسلامية داعش بتطهير ثانوي للمكان، وما أن بدأت عمليات الدخول حتى سمع أحد مضادات الطائرات أصاب المحرك الخلفي بطائرته واشتعلت فيه النيران، ثم سقطت طائرته وهي مقاتلة من طراز إف-16 في محافظة الرقة شمالي سوريا، وقبل الارتطام قذف الكساسبة نفسه من الطائرة وبقي معلقاً في المظلة إلى أن هبط في نهر الفرات بمنطقة مائية تسيطر عليها تنظيم الدولة ووقع الكساسبة رهينة في أيدي التنظيم بعد أن أسره.  بعد الحادثة صرح وزير الإعلام الأردني والمتحدث الرسمي باسم الحكومة الأردنية محمد المومني بسقوط إحدى طائرات سلاح الجو الملكي الأردني ووقوع قائدها أسيراً لدى تنظيم داعش. وما ظل الغموض يحيط بكيفية سقوط طائرة الكساسبة الإف-16، إذ تصرح مصادر أن الطائرة سقطت بعد إصابتها بصاروخ أرض-جو موجه بالأشعة تحت الحمراء «حراري» من قبل قوات «تنظيم داعش». وتصرح مصادر أخرى أن تنظيم داعش لم يسقط الطائرة بل أن الطائرة عانت من أعطال فنية وأعطال في نظام الملاحة مما أدى إلى سقوطها في الرقة.
نفى الجيش الأميركي أن يكون تنظيم داعش أسقط الطائرة الحربية الأردنية في مدينة الرقة وقالت القيادة الأميركية الوسطى التي تشرف على عمليات التحالف الجوية فوق العراق وسوريا إن الأدلة تشير بوضوح إلى أن تنظيم داعش لم يسقط المقاتلة الأردنية وصرح والد معاذ الكساسبة أن الإماراتية مريم المنصوري أطلقت صاروخ نحو الطائرة الأردنية مما تسبب في إسقاطها ووقوع معاذ في الأسر. إثر ذلك أعلنت الإمارات العربية المتحدة الانسحاب من التحالف وعلقت مشاركتها في ضربات التحالف خوفا على سلامة طياريها. وبُذلت جهود أردنية-دولية مكثفة للإفراج عن الأسير الكساسبة بحسب الناطق باسم الحكومة الأردنية.

## مفاوضات إطلاق سراحه
بدأت الحكومة الأردنية بإجراء مفاوضات غير مباشرة لإطلاق سراح الطيار مقابل الإفراج عن ساجدة الريشاوي (دون أي اهتمام أو استجابة من تنظيم داعش بالتبادل )  المتهمة بتفجيرات عمان في 9 نوفمبر 2005 لكن تنظيم داعش عرضت أن تسلم الرهينة الياباني الثاني كينجي غوتو الذي قامت داعش بإعدامه في 31 يناير 2015 وطلبت السلطات الأردنية إعطاء دليل على سلامة الطيار معاذ الكساسبة لكن لم يتم ذلك. واستمرت المفاوضات السرية حتى اللحظة الأخيرة في 3 فبراير 2015.

## وفاته
تم إعدام الطيار الكساسبة حرقًا وهو حي على يد عناصر تنظيم داعش يوم 3 يناير 2015، حيث كان يقف داخل قفص حديدي مغلق. وأعلن التلفزيون الأردني عن وفاته يوم 3 فبراير 2015 وذلك بعد أن قامت مواقع تابعة لتنظيم داعش برفع صور ومقطع فيديو لعملية حرقه. وقد أعلن التلفزيون الأردني أن إعدام الطيار تم يوم 3 يناير 2015 وليس 3 فبراير 2015. بعد إعلان وفاته، قام الملك عبد الله الثاني بن الحسين بقطع زيارته الرسمية للولايات المتحدة.

### ردود الفعل المحلية
- خطاب الملك عبد الله الثاني بن الحسين:
- القوات المسلحة الأردنية: قالت «إن القوات المسلحة تنعي شهيدها البطل معاذ لتأكد أن دم الشهيد الطاهر لن يذهب هدرا وأن قصاصها من طواغيت الأرض الذين اغتالوا الشهيد معاذ والذين يشدوا على أيديهم، سيكون انتقاما بحجم مصيبة الأردنيين جميعا».[27]
- الحكومة الأردنية / وزير الإعلام:
- الحكومة الأردنية / وزارة التربية والتعليم: إطلاق اسم مدرسة الشهيد الطيار النقيب معاذ الكساسبة الثانوية للبنين على مدرسة عي الثانوية للبنين والتي كان قد درس فيها الطيار الكساسبة.[28]
- مجلس النواب الأردني: شجب مجلس النواب بأقسى العبارات "جريمة تنظيم داعش الإرهابي بقتل الطيار الشهيد البطل الطيار معاذ الكساسبة". وأضاف المجلس في بيان له "بصدمة كبيرة وغضب شديد تلقى مجلس النواب نبأ إقدام زمرة داعش الإرهابية على إعدام الشهيد البطل النقيب الطيار معاذ الكساسبة". وإذ تلقى المجلس بصدمة وذهول شديدين امتداد أيادي شذاذ الآفاق الآثمة المتعطشة للدماء التي ما فتأت تستبيح المجتمعات والأفراد الآمنة بالقتل والتدمير والدم بطريقة تعف عنها أعتى العصابات والزمر الهمجية لا بل الوحوش الضارية فإنه يعرب بكل معاني الإدانة والاستنكار هذه الجريمة النكراء التي تخالف كل الأعراف والشرائع والأديان السماوية."[9]

### ردود الفعل الدولية
- الولايات المتحدة: قال الرئيس الأميركي باراك أوباما إن الشريط المصور الذي أظهر إعدام الكساسبة حرقاً يوضح مدى «وحشية وهمجية تنظيم الدولة، ويعد مؤشرا على إفلاس أيدولوجيته».[29]
- فرنسا: أدان الرئيس الفرنسي فرانسوا أولاند عملية «الاغتيال البربرية» التي تعرض لها الكساسبة، وقدم تعازيه لعائلته وللشعب الأردني.[29]
- ألمانيا: أعرب وزير الخارجية الألماني فرانك-فالتر شتاينماير عن مواساته لعائلة الكساسبة، وقال «نحن مصدومون بشكل عميق من مقتل الطيار الأردني على يد جحافل الإرهاب البربرية لتنظيم الدولة، وإذا ثبتت صحة شريط قتله بهذه الصورة البشعة فإن هذا الأمر سيكون خارج إطار قوة التصور البشري».[29]
- مصر: أدان الرئيس المصري عبد الفتاح السيسي مقتل الكساسبة، مؤكدا في بيان للرئاسة المصرية «مساندة مصر ووقوفها إلى جانب الأردن في هذا الظرف الدقيق، وفي مواجهة تنظيم همجي جبان يُخالف كافة الشرائع السماوية».[29]
- السعودية: صرح مصدر بوزارة الخارجية السعودية أن المملكة تابعت هذه الجريمة الإرهابية البشعة ووصف هذا العمل بأنه عمل بربري جبان لا تقره مبادئ الإسلام. وأكدت عزمها على المضي قدمًا في محاربة هذا الفكر الضال. وتقدمت بالعزاء للحكومة والشعب الأردني.[30]
- العراق: عزى رئيس الجمهورية فؤاد معصوم الشعب الأردني والملك عبد الله الثاني بن الحسين ملك المملكة الأردنية الهاشمية باستشهاد الطيار معاذ الكساسبة.[31]
- قطر: أدانت دولة قطر بشدة مقتل الطيار الأردني معاذ الكساسبة حرقاً على يد مجموعة إجرامية. وشددت وزارة الخارجية في بيان لها، على استنكارها لهذه الجريمة البشعة، واعتبرتها عملاً إجرامياً يتعارض مع مبادئ الدين الإسلامي السمحة ومع القيم الإنسانية والقوانين والأعراف الدولية. وأعربت وزارة الخارجية عن بالغ أسفها لمقتل الطيار الأردني، كما عبرت عن تعازيها ومواساتها لذوي الطيار الكساسبة، مؤكدة على تضامن دولة قطر مع المملكة الأردنية الهاشمية الشقيقة وشعبها.[32]
- فلسطين: أدان الرئيس الفلسطيني محمود عباس إعدام تنظيم داعش، الطيار الأردني معاذ الكساسبة حرقاً، واصفاً الحادثة بـ«الجريمة البشعة». وقال عباس في بيان إنه «لا يمكن لأي إنسان أن يتحمل هذه الجريمة، فلقد فضحت طبيعة الإرهابيين المريضة واللاإنسانية وبعدها كل البعد عن الإسلام السمح».[33]
- منظمة العفو الدولية: أدانت (أمنستي) قتل تنظيم داعش، للطيار الأردني الرهينة لديها "معاذ الكساسبة" حرقاً، واصفةً قتله بـ "المرعب". حيث قالت إن القتل الوحشي الذي نفذه تنظيم داعش الإرهابي، بحرق الطيار الأردني، هو اعتداء بربري بحق الإنسانية"، لكنها اعتبرت الرد عليه بتنفيذ الإعدام بحق ساجدة الريشاوي وزياد الكربولي.[34] ليس رداً مناسبا وان أن الإعدام عقوبة قاسية، وغير إنسانية ومهينة، وأنه ينبغي عدم استخدامها كوسيلة للانتقام.
- إيران: أدانت المتحدثة باسم وزارة الخارجية الإيرانية مرضية أفخم عملية القتل المفجع للطيار الأردني معاذ الكساسبة الذي كان محتجزا لدى تنظيم داعش الإرهابي مؤكدة أن جميع الأطراف التي دعمت الجماعات الإرهابية هي مسؤولة في هذه الجريمة والجرائم المشابهة لها.[35]
- سوريا: أدانت وزارة الخارجية السورية قتل عصابة «داعش» الإرهابية، للطيار الأردني معاذ الكساسبة حرقا، ودعت الحكومة الأردنية للتعاون في مكافحة الإرهاب في سوريا والمنطقة.[36]
- حزب الله: أدان حزب الله اللبناني ما اسماها الجريمة الوحشية النكراء بحق الطيار الأردني الأسير معاذ الكساسبة والطريقة الدنيئة التي استخدمها في ارتكاب هذه الجريمة. وجاء في بيانه: إن دعم هذه الجماعات بالمال والسلاح وبالتأييد السياسي والمعنوي وتغطية جرائمها هو ما أدى إلى استفحال خطرها، وبات ضروريا اتخاذ موقف موحد وواضح وصريح في محاربة هذه الجماعات سياسيا وثقافيا وعمليا.[37]
- الجزائر: أدانت الجزائر إعدام الكساسبة على لسان الناطق الرسمي باسم وزارة الشؤون الخارجية عبد العزيز بن علي الشريف حيث قال: «إن الجريمة النكراء التي اقترفها التنظيم المسمى «داعش» في حق الطيار الأردني معاذ الكساسبة، عمل إرهابي شنيع ندينه بقوة، كما ندين مرتكبيه وكل من يقف إلى جانبهم أو وراءهم». وأضاف قائلا«لقد بلغ الإرهابيون، بفعلتهم الدنيئة هذه، مستوى لا يوصف من البشاعة والهمجية تؤكد بما لا يدع مجالا للشك ضلال مقترفي هذا الجرم الذين وجب على كل مكونات المجتمع الدولي التصدي لهم بكافة الوسائل الشرعية المتاحة».[38]

## فيديو شفاء الصدور
تم إعداد فيديو «شفاء الصدور» بطريقة احترافية سينمائية عالية واضحة لجميع المختصين من حيث استخدام الكاميرات بزوايا مختلفة واستخدام تقنيات سينمائية عالية ومؤثرات صوتية ولقطات للكساسبة وهو يقف متأملا ثم يكون في قفص وتضرم النار به. وتعد عملية الإعدام حرقاً الأولى التي تقوم بها داعش حيث أنه تم الإعدام بقطع الرأس في عمليات القتل السابقة. وأظهر التسجيل كلام وحديث للكساسبة قبل إعدامه، تحدّث فيها عن الدول المشاركة في التحالف الدولي ضد تنظيم داعش، وطبيعة العمليات التي يقوم بها والأسلحة والطائرات التي يستخدمها.
في الفيديو الذي يمتد على مدى ثلاثة وعشرين دقيقة يظهر معاذ الذي يلبس لباس برتقالي يقدم على أنه الطيار، وهو محتجز في قفص حديدي، قبل أن يُقدم رجل ملثم بلباس عسكري على غمس مشعل في مادة حارقة وإشعال النار من مسافة لتنتقل النار بسرعة نحو القفص حيث يشتعل جسده بسرعة، ثم يسقط أرضاً على ركبتيه، قبل أن يتوفى وسط كتلة من اللهب. ثم تأتي جرافة ضخمة ترمي كمية من الحجارة والتراب على القفص، فتنطفئ النار ويتحطم القفص، ولا يشاهد أي أثر لجثة الطيار الكساسبة سوى يديه، أمام عدد من المسلحين الملثمين بلباس عسكري واحد. كما ألتقطت صور للطيار معاذ الكساسبة باللباس البرتقالي إياه وهو يجول بين الركام، قبل صور الحرق. وقال صوت مسجل في الشريط في بدايته بعد أن أعدم الطيار جاء رداً على مشاركة الأردن في «التحالف الدولي» بقيادة الولايات المتحدة ضد الدولة الإسلامية.
وجاء في الشريط أن تنظيم داعش خصصت "مكافأة مالية قدرها 100 دينار من الذهب لمن يقتل طيارين مشاركين في قوات التحالف. واضاف أن "ديوان الأمن العام أصدر قائمة بأسماء الطيارين الأردنيين المشاركين في الحملة الصليبية". وينتهي الشريط بنشر صور وأسماء يقول أنها لطيارين أردنيين، مع عناوين بيوتهم، بحسب ما يدعي، وتحديد هذه العناوين على صور عبر الأقمار الصناعية. وتم بث لائحة طويلة من الأسماء والرتب العسكرية التي لا يمكن التحقق من صحتها.

### المكان
يرى محللون للفيديو أن مكان إعدام الكساسبة هو بناء إدارة الأمن السياسي في الرقة، وأن الطريقة التي أعُدم بها هي انتقام لموت 30 امرأة بنفس المكان بطائرات التحالف نهاية العام السابق.

### أسماء الطيارين الأردنيين
في نهاية الفيديو يتم عرض أسماء وصور وعناوين لطيارين أردنيين (يصل العدد إلى اثنان وخمسون طياراً) تريدهم داعش وتضع جائزة لكل من يسلم أحد منهم. ويلاحظ من الأسماء أنهم من كافة أنحاء الأردن ومحافظاتها ومن كافة رتب الضباط والمناصب.

### تحليلات للفيديو
ظهرت الكثير من التحليلات للفيديو نظرا للاحترافية في عمله واستخدام كاميرات متنوعة عالية الجودة وظهور تقنيات عالية غير متوافرة في معظم الدول العربية وتختلف التحليلات الفنية حيث يتم الحديث عن الضباب والشمس في الفيديو الذي يعني أن التصوير من أيام مختلفة بالإضافة للكدمات والإصابات التي تختلف من وقت التصوير عند القفص وخلال حديثه بداية الفيديو، ثم البخار الذي يخرج من فم معاذ الذي يشير إلى درجات الحرارة المتدنية والرطوبة عند فم مجندي تنظيم داعش على اللثام الذي يغطي فمهم، وأيضا وجود درع تحت بدلة معاذ البرتقالية يظهر في لقطتين. وفي تحليل للمخرج نزار أبو زياد من فلسطين  قال أن الطيار الأردني معاذ الكساسبة قد يكونوا قتلوه مباشرة بعد تصوير الفيلم ونحسبه شهيدا عند الله وندعوا له بالرحمة لكنه لم يُحرق ولم يُعذب كما ظهر بالفيلم. وايضا جميع ما شاهدناه هو فيلم سينمائي بحت خليط بين الواقع والخدع وهذه هي حقيقة الخدع السينمائية للذين يعرفون كيف تتم صناعتها فهي خليط بين الواقع وتتم إضافة الخدع عليه. وايضا الهدف من هذا الفيلم وجميع الأفلام المماثلة التي سبقته زج العرب والمسلمين في حالة من البلبلة والضياع الفكري والعقائدي الذي ليس له أول من آخر.

## ردود الفعل داخل الأردن
نفذت السلطات الأردنية حكم الإعدام بحق السجينة العراقية ساجدة الريشاوي وزياد الكربولي شنقاً حتى الموت، وذلك رداً على إعدام تنظيم الدولة للكساسبة. وقد اعتبرت منظمة العفو الدولية أن الرد عليه بتنفيذ الإعدام بحق ساجدة الريشاوي، وزياد الكربولي، ليس بالرد المناسب على إعدام الكساسبة.

### جائزة لقتل البغدادي
إلى جانب الغضب الشعبي في الأردن بسبب الإعدام، أعلن رجل الأعمال الأردني هاني أبو أصفر رئيس مجلس إدارة مجموعة أصفر القابضة، عن جائزة قدرها مليون دولار لمن يقبض على أمير تنظيم داعش أبو بكر البغدادي حيا، وعن مئة ألف دولار لمن يقتله ويأتي برأسه، وذلك رداً على الجريمة بحق الطيار معاذ الكساسبة.

### الرد العسكري
أعلنت القيادة العامة للقوات المسلحة الأردنية في بيان بثته عبر التلفزيون الأردني الرسمي مساء تشير فيه إطلاق عملية عسكرية أسمتها «الشهيد معاذ»؛ كرد فعل على مقتل الطيار الأردني معاذ الكساسبة على يد تنظيم داعش.
وأكدت القيادة في بيانها قيام عشرات المقاتلات من سلاح الجو الملكي الأردني توجيه ضربات متتالية لمعاقل تنظيم الدولة شرقي سوريا، معلنة أن هذه «البداية وستعرفون من هم الأردنيون».
وجاء في نص البيان أنه:
 وتعهدت القوات المسلحة الأردنية في بيانها بأن «يدفع التنظيم ثمن فعلتهم» والاستمرار في عملياتهم حتى القضاء على ما وصفوه «بالتنظيم الإرهابي».